# Disracionalidade
Disracionalidade, do inglês, dysrationalia, é um conceito criado na década de 90 pelo psicólogo Keith Stanovich para descrever a deficiência de se comportar e/ou pensar racionalmente mesmo possuíndo um nível de inteligência considerado adequado para tal segundo apontado por testes de QI ou SAT, que são testes utilizados para medir a inteligência abstrata. Stanovich defende que os testes de QI ou SAT, mesmo sendo adequados para medir a inteligência abstrata, não são bons para medir a racionalidade, já que o resultado nestes testes guardam pouca correlação com os níveis de racionalidade de indivíduos.